# De damescoupeur
De damescoupeur is een Nederlandse stomme film uit 1919 onder regie van Maurits Binger. Er wordt vermoed dat de film verloren is gegaan.

## Verhaal
Jacques is een coupeur en heeft al jarenlang gevoelens voor Polly, de caissière. Wanneer zij eindelijk bereid is met hem te trouwen, wordt hij verliefd op Lily, de dochter van zijn patrones. Lily is een typische jongedame die niet wil omgaan met iemand uit de lagere stand. Op een dag wint hij 100.000 gulden met een loterij. De patrones vreest dat hij niet langer voor haar wil werken en laat hem, vlak voordat hij op de hoogte wordt gesteld van zijn rijkdom, een contract tekenen waarin hij zich voor een lange tijd verbindt aan haar personeel. Hij werkt zich uiteindelijk op tot de directeur van het bedrijf en wint het hart van Lily.

## Rolverdeling
| Acteur              | Personage         |
| ------------------- | ----------------- |
| Cor Ruys            | Jacques           |
| Henny Schröder      | Mevrouw Georgette |
| Jeanne van der Pers | Lily              |
| Paula de Waart      | Polly             |
| Kitty Kluppell      | Mannequin         |
| Yvonne George       | Mannequin         |